# Neophoneus mustela
Neophoneus mustela là một loài ruồi trong họ Asilidae. Neophoneus mustela được Hermann miêu tả năm 1912. Loài này phân bố ở vùng Tân nhiệt đới.